# Leiopathidae
Leiopathidae is een familie van neteldieren uit de klasse van de Anthozoa (bloemdieren).

## Geslacht
- Leiopathes Haime, 1849